# Lavalle
Lavalle – stacja metra w Buenos Aires, na linii C. Znajduje się pomiędzy stacjami General San Martín, a Diagonal Norte. Stacja została otwarta 6 lutego 1936.